# Łysa śpiewaczka

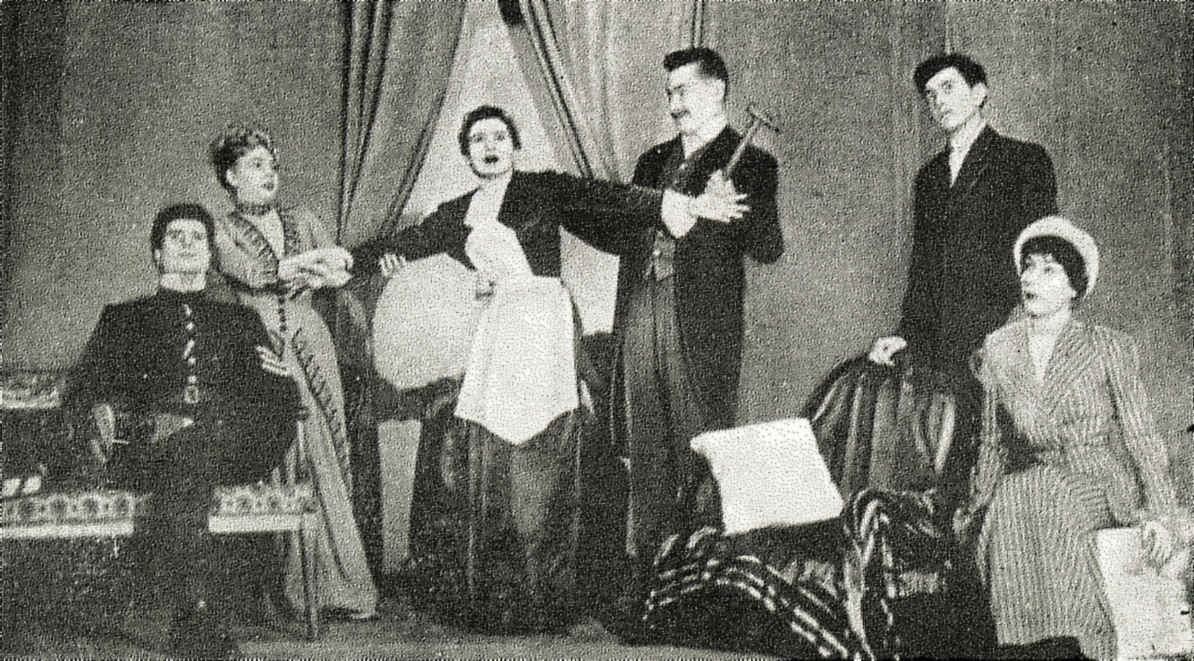
Scena zbiorowa z Łysej śpiewaczki, Théâtre des Noctambules, 1950

Łysa śpiewaczka (fr. La Cantatrice chauve) – pierwsza sztuka teatralna napisana przez Eugène’a Ionesco w 1949 roku. Premiera miała miejsce w Paryżu, w Théâtre des Noctambules, 11 maja 1950 roku, a opracował ją Nicolas Bataille. Tekst sztuki wydano po raz pierwszy w 1952 roku, nakładem Collège de Pataphysique.
Od 1957 roku Łysą śpiewaczkę zaczęto wystawiać w Théâtre de la Huchette. Jest ona jedną z najczęściej granych sztuk. W 1989 roku otrzymała francuską nagrodę teatralną – honorowego Molière’a. Łysa śpiewaczka jest również najważniejszą sztuką teatru absurdu. Od daty jej inscenizacji liczy się początek tego nurtu w dramaturgii.

## Geneza sztuki
Ucząc się języka angielskiego, Eugène Ionesco (Rumun z pochodzenia, który osiadł i tworzył w Paryżu) korzystał z metody Assimil. Uwagę jego przyciągnął nie tyle sam język obcy, co układ treści w podręczniku. Zdania następujące jedno po drugim nie miały ze sobą żadnego związku logicznego; pełne były sylogizmów (np. „Podłoga jest na dole, sufit jest na górze”), brzmiały absurdalnie. Ucznia rozśmieszyły i pojedyncze zdania, i całe dialogi proponowane w ćwiczeniach. Postanowił więc dla żartu napisać sztukę inspirowaną treścią  tego podręcznika i nadać jej ten sam tytuł – „Angielski miło, łatwo i przyjemnie” (Anglais sans peine). Jednak podczas prób Henri-Jacques Huet grający strażaka popełnił lapsus i omyłkowo zamiast słów „institutrice blonde” („nauczycielka blondynka”) powiedział „cantatrice chauve” („łysa śpiewaczka”). Obecnemu tego dnia w teatrze autorowi lapsus ten tak się spodobał, że postanowił zastąpić nim pierwotny tytuł sztuki.

## Perypetia
W przypadku Łysej śpiewaczki, podobnie jak w przypadku innych sztuk teatru absurdu, nie ma klasycznej i tradycyjnej perypetii, rozumianej jako ciąg logicznie ułożonych zdań przedstawiających jakiś wątek od jego początku aż po zakończenie. Łysa śpiewaczka łamie bowiem wszelkie zasady teatru charakterów i tzw. sztuki dobrze napisanej (fr. pièce bien faite). Sam autor umieścił w tytule sugestywną wskazówkę: antysztuka (fr. anti-pièce), chcąc zdystansować się od europejskiej tradycji teatralnej. Łysa śpiewaczka nie opowiada żadnej historii, nie ma w niej więc tradycyjnego trzystopniowego układu perypetii (tj. zawiązania konfliktu, jego kulminacji i zakończenia); akcja jest linearna, czyli nie ma w niej natężenia napięcia dramatycznego. Nie ma też bohaterów, gdyż występujące postacie – małżeństwa Martinów i Smithów (które należy określać raczej jako "aktanty", "grających"), to antybohaterowie: istoty bez zindywidualizowanej tożsamości, bez celów życiowych, pozbawione marzeń, ale i trosk życia codziennego. Warto również zaznaczyć, że tytułowa postać – łysa śpiewaczka, nie występuje na scenie. Wspomina ją w rozmowie Strażak.
Język, jakim się posługują postacie, pozbawiony jest swej podstawowej funkcji: komunikacyjnej. Osoby wymieniają między sobą słowa, ale z owych antydialogów nic nie wynika. Nie ma porozumienia. I na tym zasadza się istota teatru absurdu: jest to dramat człowieka nie mogącego porozumieć się z drugim, człowieka niezrozumianego, samotnego, choć żyjącego w grupie, wyalienowanego.
Kolejnym odstępstwem od klasycznej perypetii jest pogwałcenie zasady prawdopodobieństwa i dobrego smaku.
Jako że Łysa śpiewaczka łamie wszelkie konwencje teatru klasycznego, wywodzącego się z tradycji greckiej, nie można jej interpretować przy użyciu tradycyjnych narzędzi (jak np. analiza psychologiczna postaci, analiza logiczna wątków i zdarzeń). Lepiej posłużyć się metodami, jakich dostarcza strukturalizm i wykorzystać np. model aktancjelowy.